# Namiotnik czeremszaczek
Namiotnik czeremszaczek (Yponomeuta evonymella) – gatunek motyla dziennego z rodziny namiotnikowatych (Yponomeutidae).
Gąsienice tego gatunku żerują gromadnie w oprzędach na czeremsze zwyczajnej.